# Archeologia giudiziaria
Si definisce archeologia giudiziaria il settore che concerne l'applicazione delle discipline afferenti al patrimonio culturale all'ambito giudiziario.

## Attività
Sempre più frequentemente l’archeologia e le discipline dei beni culturali trovano applicazione in ambito giudiziario: gli archeologi, gli storici dell’arte e gli altri professionisti della tutela del patrimonio culturale sono chiamati, infatti, a mettere le proprie competenze a servizio della magistratura, degli inquirenti, delle forze dell’ordine, degli avvocati e dei professionisti operanti nel settore della giustizia, per svolgere le funzioni di consulenti e per redigere  perizie (archiviato dall'url originale il 2 giugno 2021). e valutazioni su danni al patrimonio culturale e su reperti archeologici ed opere d’arte posti sotto sequestro.
Si tratta di attività che, oltre alla formazione universitaria e ai requisiti di legge, richiedono competenze specifiche.
L'ambito dell'attività è vario: dimostrare la provenienza di reperti archeologici e opere d'arte oggetto di scavi clandestini o di traffici illeciti, di redigere perizie e valutazioni su danni al patrimonio culturale e su reperti archeologici ed opere d'arte posti sotto sequestro.
Con tale dicitura si indica anche l'attività professionale che svolgono in tale settore, in ambito giudiziario o extra giudiziario, gli archeologi, gli storici dell’arte e gli altri professionisti della tutela del patrimonio culturale in qualità di  periti o consulenti (archiviato dall'url originale il 2 giugno 2021). della magistratura, degli inquirenti, delle forze dell'ordine, degli avvocati e delle altre figure, di istituzioni, di enti locali o di privati.

## Caratteristiche
Se il normale studio sui materiali archeologici è volto alla ricostruzione dei contesti e delle vicende storiche, nell’archeologia giudiziaria gli indizi ricavati dalla vita passata del reperto devono anche informare sugli eventi presenti: sull’individuazione delle aree di scavi clandestini, sui traffici illeciti, sui danneggiamenti subiti dai contesti e sulla possibilità di ricostruirli.
A differenza dell'archeologia giudiziaria, con la definizione di "archeologia forense" si indica, invece, lo specifico settore dell'archeologia giudiziaria che concerne l'utilizzo delle tecniche di lettura ed interpretazione delle tracce materiali e dei contesti proprie della disciplina archeologica in ambito medico-legale ed in particolare nell'analisi della scena del crimine, per il riconoscimento e la classificazione dei reperti, l'identificazione della loro provenienza ed epoca, e per la ricostruzione della disposizione spaziale di persone o oggetti in un determinato luogo e momento e la sequenza temporale di azioni antropiche e naturali avvenute.